# Gouden saffierkolibrie
De gouden saffierkolibrie (Hylocharis chrysura) is een vogel uit de familie Trochilidae (kolibries).

## Verspreiding en leefgebied
Deze soort komt voor van Bolivia tot zuidoostelijk Brazilië, Uruguay en noordelijk Argentinië.